# Parco nazionale di Hoang Lien
Il parco nazionale di Hoang Lien (in vietnamita:Vườn quốc gia Hoàng Liên) è un'area naturale protetta del Vietnam. È stato istituito nel 2002 e occupa una superficie di 29,845 ha nella zona montuosa di Hoang Lien nel distretto di Sa Pa. All'interno del parco si trova anche il monte più alto del Vietnam, il Monte Fan Si Pan (o Phan Xi Păng). L'avifauna è ricca: qui trovano rifugio almeno 347 specie di uccelli, e tra esse 49 sono endemismi del Vietnam nord-occidentale e del Tonchino. Il versante orientale del Fan Si Pan, alle alte quote, ospita un rarissimo endemismo botanico: si tratta di Abies delavayi fansipanensis, una sottospecie di abete classificata come specie in pericolo critico di estinzione nella Lista rossa IUCN, con ormai circa 200-250 esemplari maturi vegetanti, di cui pochi in grado di riprodursi.